# Великий Двор (Кимрский район)
Великий Двор — деревня в Кимрском районе Тверской области. Входит в состав Горицкого сельского поселения.

## География
Находится в юго-восточной части Тверской области на расстоянии приблизительно 36 км на северо-запад по прямой от районного центра города Кимры в левобережной части района.

## История
Известна с 1612 года как владение князя И. Р. Гагарина. В 1628 году здесь было 3 двора. В 1780-х годах здесь было 40 дворов. В 1859 году здесь (деревня Корчевского уезда Тверской губернии) было учтено 26 дворов, в 1887 — 33.

## Население
Численность населения: 142 человека (1780-е годы), 206 (1859 год), 205 (1887), 19 (русские 100 %) 2002 году, 7 в 2010.